# Дефектоскоп
Дефектоскоп (рос.дефектоскоп; англ. flaw detector, non-destructive testing instrument; нім. Defektoskop n, Fehlersuchgerät n) – прилад неруйнівного контролю для виявлення та оцінки внутрішніх і поверхневих дефектів матеріалів та виробів.
Залежно від методу неруйнівного контролю, дефектоскопи можна класифікувати на: вихрострумові, магнітні, ультразвукові.